# Nançois-sur-Ornain
Nançois-sur-Ornain é uma comuna francesa na região administrativa de Grande Leste, no departamento de Meuse. Estende-se por uma área de 7,98 km². Em 2010 a comuna tinha 390 habitantes (densidade: 48,9 hab./km²).